# Науково-дослідний інститут фізики Одеського національного університету імені І. І. Мечникова

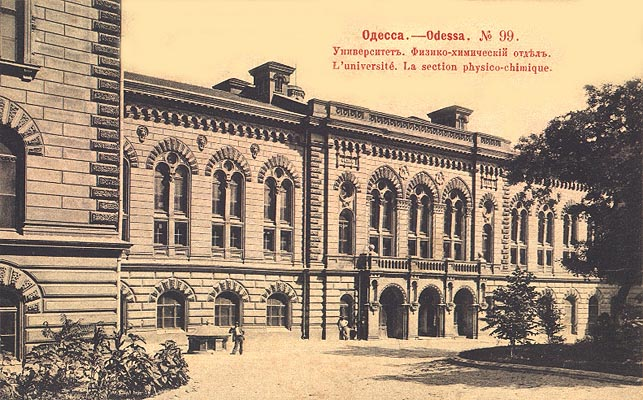
НДІ фізики розташований у лівому крилі будівлі

Науково-дослідний інститут фізики Одеського національного університету імені І. І. Мечникова (раніше також називалася «Фізичний інститут») — найстаріший науково-дослідний інститут у системі вищої освіти в Україні. Нині основний напрямок діяльності Інституту — створення наукових засад фототехнологій (технологій, у яких використовується світло). Інститут фізики розташований у м. Одесі на вул. Пастера, будинок № 27. Інститут займає ліве крило фізико-хімічного корпусу, який був збудований у 1898–1899 роках для розміщення фізичних та хімічних відділень Новоросійського імператорського університету (архітектор Толвінський).

## Історія
Науково-дослідний інститут фізики Одеського національного університету імені І. І. Мечникова було створено на початку XX століття як Інститут фізики Новоросійського імператорського університету. У 1926 році діяльність інституту було відновлено постановою Всеукраїнського центрального виконавчого комітету. Інститут був організатором проведення багатьох наукових нарад та конференцій і, зокрема, першого Всесоюзного фізичного з'їзду (1930 р.), Всесоюзної конференції з напівпровідників (1934 р.), Республіканської конференції з наукової фотографії (1951 р., 1976 р., 1982 р.), Всесоюзної наради з адсорбції (1984 р.) та інших.

## Адміністрація
Директор — доктор фізико-математичних наук, професор Тюрін Олександр Валентинович.

## Директора
З 1926 р. по 1964 р. директором Інституту фізики був доктор фізико-математичних наук, професор Є. А. Кирилов — лауреат Державної премії СРСР (1952 р.), заслужений діяч науки УРСР. Професор Є. А. Кирилов був творцем та керівником наукової школи в галузі наукової фотографії. Під керівництвом проф. Кириллова НДІ фізики став визнаним у світі центром у галузі галогенсрібної фотографії.
З 1966 р. до 1974 р. інститутом керував доктор фізико-математичних наук, професор А. Ю. Глауберман, видний фахівець у галузі фізики твердого тіла.
З 1975 по 2005 р. директором інституту був доктор фізико-математичних наук, професор В. М. Білоус. У 1999 р. Міжнародне наукове товариство наукової фотографії нагородило В. М. Білоуса медаллю — «1999 Lieven Gevaert Award of the Society of Imaging Science and Technology», «за визнання видатного внеску в області срібногалоїдної фотографії».
З 2005 р. до цього часу інститут очолює доктор фізико-математичних наук, професор О. В. Тюрін.

## Структура
Інститут фізики включає такі лабораторії:
- 1. Лабораторія оптики та лазерної фізики

Зав. лабораторією — доктор фізико-математичних наук Бекшаєв Олександр Янович.
- 2. Лабораторія фізики твердого тіла

Зав. лабораторією — доктор фізико-математичних наук Бондарєв Віктор Миколайович.
- 3. Лабораторія фізики та хімії сорбційних процесів

Зав. лабораторією — доктор фізико-математичних наук Кутаров Володимир Володимирович.
- 4. Лабораторія проблем прикладної фізики та комп'ютерних технологій

Зав. лабораторією — кандидат фізико-математичних наук Попов Андрій Юрійович.
- 5. Лабораторія напівпровідникової електроніки

Зав. лабораторією — кандидат фізико-математичних наук Скобеєва Валентина Михайлівна.

## Діяльність інституту
В інституті фізики проводилися дослідження з різних галузей фізики: фізики твердого тіла, лазерної фізики, голографії, фізики іонних кристалів і галогенідів срібла, сорбційних явищ, фізики напівпровідників і твердотільної електроніки У різний час в інституті працювали відомі фізики: Адамян В.М., Дьяченко Н.Г., Дроздов В.А., Алексєєв-Попов А. В., Фойгель М.Г., Куклов А.Б., Кац Б.М., Нечаєва Т. А., Гольденберг А.Б., Воронцова М.М., Броун Ж.Л., Ханонкін О. А., Козицький С. В., Швець В. Т., Берлага Р. Я. та інші.